# División Großdeutschland
La División Großdeutschland (en alemán, denominada inicialmente como Infanterie-Division Großdeutschland (mot) y más tarde como Panzergrenadier Division Großdeutschland) fue una división alemana de élite que combatió en la Segunda Guerra Mundial, encuadrada en el Heer. La unidad estuvo operativa entre 1942 y el final de la guerra en mayo de 1945, interviniendo en las principales batallas y combates del Frente oriental.

## Historial
Los orígenes se remontan a su creación en 1939 como un regimiento de infantería. Al año siguiente participó en la Batalla de Francia con una destacada intervención, y en abril de 1941 participó en la ocupación de Yugoslavia. El 22 de junio de ese año, integrado en el Grupo de Ejércitos Centro, el regimiento participó en la invasión de la Unión Soviética y en las batallas que le siguieron hasta el invierno de 1941-1942. 
En abril de 1942 la antigua unidad fue ampliada al tamaño de una División de infantería motorizada. Durante aquel verano la Großdeutschland participó en la fase inicial de la Operación Azul, en especial durante la conquista de Vorónezh. A finales de año la división fue trasladada a Francia junto a la división Leibstandarte-SS para constituir la reserva mecanizada en el caso de una posible invasión aliada.

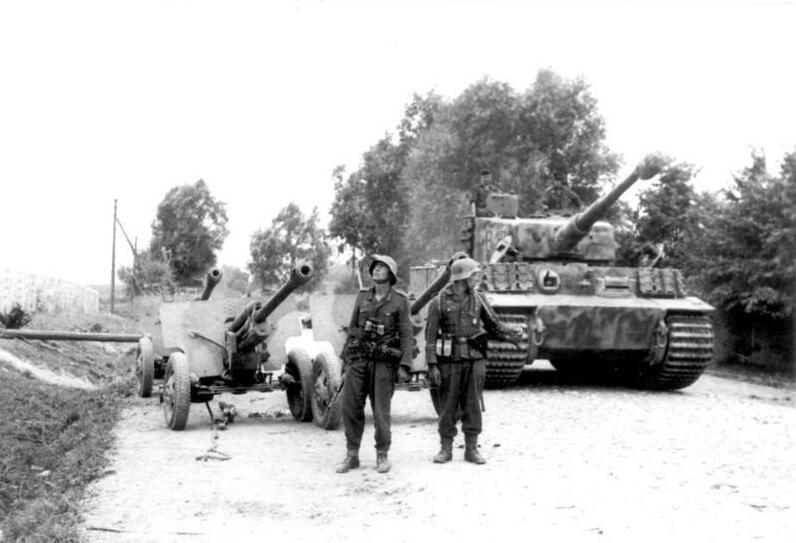
Efectivos de la división junto a un tanque Tigre I, en la Unión Soviética.

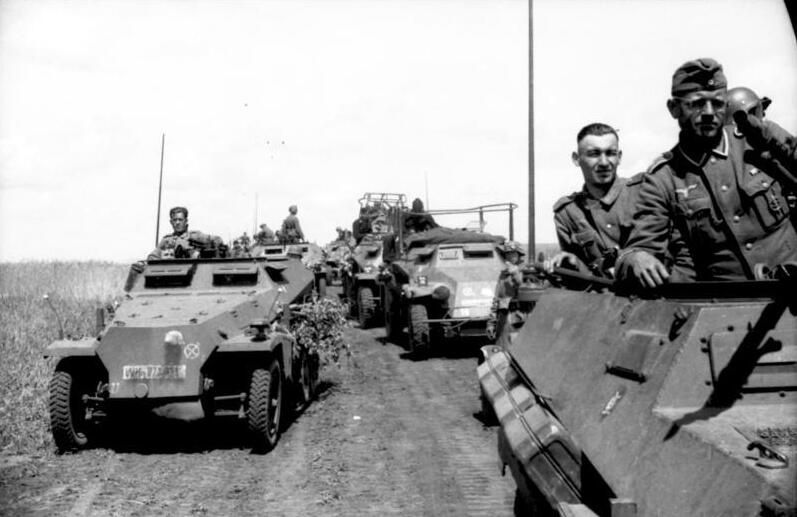
Tropas mecanizadas de la división en la Unión Soviética (1942).

Encuadrada en el XLVIII Cuerpo Panzer y en conjunto con las divisiones panzer de las Waffen-SS, entre febrero y marzo de 1943 la división participó en la reconquista de Járkov, que supuso una importante victoria tras el desastre de Stalingrado el invierno anterior. Durante el mes de mayo la unidad fue equipada con transportes blindados SdKfz 251 y tanques Tigre I, y reorganizada como una división de infantería mecanizada (Granaderos Panzer). Sin embargo, en esta nueva configuración disponía de tantos efectivos blindados como una división Panzer estándar. En el mes de julio participó en la Batalla de Kursk, integrada de nuevo en el XLVIII Cuerpo Panzer junto a la 3.ª y 11.ª divisiones panzer y constituyendo la punta de lanza del ataque desde el sector sur. La Großdeutschland alineaba alrededor de 384 tanques en total, aunque muchos de ellos no se encontraban operativos. Durante los combates que siguieron hubo un elevado número de bajas. Entre otras, el puesto de mando de la división fue atacado por la Fuerza aérea soviética y numerosos oficiales fueron muertos o gravemente heridos. Después del fracaso de la ofensiva alemana, la división participó en la retirada de Ucrania en el invierno de 1943-1944 hasta internarse en Rumanía.
En la primavera de 1944 participó en la 1.ª Ofensiva de Jassy-Kishinev, un intento del Ejército Rojo que pretendía conquistar Rumanía y que acabó terminando en un importante fracaso. La Großdeutschland tuvo una destacada intervención en la 1.ª Batalla de Târgu Frumos, donde logró detener a fuerzas soviéticas mucho más numerosas gracias a sus tácticas de defensa móvil. Para entonces la división se encontraba al mando del teniente general Hasso von Manteuffel, y disponía de 160 tanques, incluyendo 40 "Panther" y 40 "Tigres". En mayo participó en la 2.ª Batalla de Târgu Frumos, donde volvió a detener una ofensiva soviética y combatió por primera vez contra el tanque pesado soviético IS-1, cuya aparición causó un gran impacto entre los alemanes. En otoño de 1944 la Großdeutschland se integró junto a la División Brandeburgo en el nuevo Panzerkorps Großdeutschland. A finales de año hizo frente a las fuerzas soviéticas durante la Ofensiva del Báltico y la Batalla de Memel; en estos combates volvió a sufrir elevadas bajas.
Tras el comienzo de la ofensiva del Vístula-Óder, el 15 de enero de 1945 se ordenó a la división que tapara la brecha que los soviéticos habían causado en el frente pero el avance del I Frente Bielorruso de Zhúkov la obligaron a retirarse antes de haber alcanzado su objetivo, e incluso se vio obligada a retirarse más allá, hacia el río Varta. A principios de mayo los restos de la división se rindieron a las fuerzas soviéticas en Pillau, después de haber quedado atrapados en este puerto desde el 25 de abril. Algunas secciones de la Großdeutschland habían sido evacuadas por mar al norte de Alemania, donde pasaron a formar parte de la División Panzer Clausewitz de nueva creación.

## Crímenes de guerra
En su época anterior como Regimiento de infantería se registraron varios casos de crímenes de guerra perpetrados por la unidad: durante la campaña de Francia, en 1940, numerosos soldados negros del Ejército colonial francés (skirmishers) fueron asesinados por parte de algunas unidades alemanas. El 10 de junio soldados del regimiento asesinaron en Erquinvillers a 150 skirmishers mientras avanzaban hacia Montdidier. Entre 19 y el 20 junio tuvieron una lugar una serie de masacres en Chasselay, cuando soldados de la Großdeutschland y de la División Totenkopf de las Waffen-SS ejecutaron a más de 100 tiradores senegaleses y a sus oficiales europeos.
En abril de 1941, tras la ocupación de Yugoslavia, en la localidad serbia de Pančevo cayó abatido un soldado alemán y otro fue gravemente herido. Las autoridades alemanas arrestaron a 100 civiles serbios al azar, y una corte marcial creada ex profeso condenó a muerte a 36 de ellos. El 22 de abril de 1941, mientras 18 civiles eran ahorcados en el cementerio, soldados de Großdeutschland ejecutaron a otras 14 personas en las tapias del cementerio.

## Mandos de la división
| Rango           | Nombre               | Inicio                  | Final                |
| --------------- | -------------------- | ----------------------- | -------------------- |
| Generalmajor    | Walter Hörnlein      | 1 de abril de 1942      | 1 de febrero de 1944 |
| Generalleutnant | Hasso von Manteuffel | 1 de febrero de 1944    | Agosto de 1944       |
| Generalmajor    | Karl Lorenz          | 1 de septiembre de 1944 | 25 de abril de 1945  |

## En la cultura popular
El libro El soldado olvidado de Guy Sajer recoge las memorias de guerra de un recluta alsaciano que sirvió en la Großdeutschland en los últimos años de la guerra.